# Organisation
Organisation zur Verwirklichung gemeinsamer Musikkonzepte foi uma banda de música experimental alemã e o antecessor imediato da banda também alemã Kraftwerk. Além dos membros fundadores do Kraftwerk, Ralf Hütter e Florian Schneider-Esleben, a Organisation consistiu de Basil Hammoudi, Butch Hauf e Alfred "Fred" Monicks. Charly Weiss, Pedro Martini e Paul Lorenz algumas vezes, também foram incluídos na Organisation.
Durante a gravação de seu primeiro e único álbum conheceram o produtor musical Conny Plank, figura fundamental do que viria a ser o krautrock alemão.

## História
Banda erudito-experimental alemã composta por sete músicos, em grande parte alunos do conservatório de música de Düsseldorf, localizado na então Alemanha Oriental. Seu único álbum, intitulado “Tone Float” (Tom Flutuante), foi lançado em 1970. Dentre seus componentes destacam-se os ilustres Florian Schneider e seu parceiro Ralf Hütter, duo que anos depois (1971) fundaria o Kraftwerk - grupo ditos “pais” da música eletrônica. No Organisation apresentavam uma musicalidade quase indefinível inspirada em gênios, como o igualmente alemão Karlheinz Stockhausen.

## Membros
- Ralf Hütter – órgão hammond.
- Florian Schneider-Esleben – flauta, sinos, triângulo, tamborim, violino, percussão.
- Basil Hammoudi – Glockenspiel, gongo, bongô, percussão, voice.
- Butch Hauf – baixo, sinos, percussão.
- Alfred Mönicks ("Fred Monicks") – bateria, bongos, maracas, cowbell, tamborim, percussão.
- Konrad "Conny" Plank – engenharia de som.

## Discografia
- 1969 Tone Float[4]